# Лудвиг Ксавер Фугер фон Кирхберг-Вайсенхорн
Лудвиг Ксавер Фугер фон Кирхберг-Вайсенхорн (на немски: Ludwig Xaver Gf zu Kirchberg und Weissenhorn, Herr zu Stettenfels; * 18 март 1685 в Нойбург; † 16 юни 1746) от род Фугер е граф на Фугер-Кирхберг-Вайсенхорн в Бавария, господар на Щетенфелс (днес част от Унтергрупенбах) в Баден-Вюртемберг.
Той е най-малкият син (от 19 деца) на имперския таен съветник граф Франц Ернст Фугер фон Кирхберг-Вайсенхорн (1648 – 1711) и съпругата му графиня Мария Терезия Анна фон Йотинген-Катценщайн-Балдерн (1651 – 1710), дъщеря на граф Фридрих Вилхелм фон Йотинген-Катценщайн (1618 – 1677) и Розина Сузана фон Трюбенах (1611 – 1664). Баща му Франц Ернст е от 1688 г. губернатор на Нойбург на Дунав и от 1706 г. президент на „Австрийския концил“ в Инсбрук. Брат му Антон Ернст (1681 – 1745) е граф Фугер, господар на Гльот.
През 1551 г. Антон Фугер, племенник на Якоб Богатия, купува замък Щетенфелс. През 1594 г. замъкът изгаря, но отново е построен от Ханс Фугер фон Кирхберг-Вайсенхорн (1531 – 1598).
Лудвиг Ксавер Фугер умира на 58 години на 16 юни 1746 г. и е погребан в Зонтхайм в Швабия.

## Фамилия
Лудвиг Ксавер Фугер фон Кирхберг-Вайсенхорн се жени на 17 ноември 1714 г. за графиня Анна фон Хоенцолерн-Зигмаринген (* 13 март 1694, Зигмаринген; † 28 февруари 1732), дъщеря на граф Франц Антон фон Хоенцолерн-Зигмаринген-Хайгерлох (1657 – 1702, в битка) и графиня Мария Анна Евсебия фон Кьонигсег-Аулендорф (1670 – 1716, дворец Щетенфелс). Те имат седем деца:
- Антон Зигмунд Йозеф Фугер (* 20 февруари 1716; † 10 септември 1781, Дитенхайм и погребан там), господар на Щетенфелс, Бранденбург и Дитенхайм, женен 1748 г. за графиня Мария Амалия фон Валдбург-Траухбург (* 27 май 1726; † 20 ноември 1794, Дитенхайм), дъщеря на имперския генерал-фелдвахтмайстер Фридрих Антон Марквард фон Валдбург-Траухбург-Кислег (1700 – 1744) и графиня Мария Каролина Зигисмунда фон Куенбург (1705 – 1782).[4]; имат син и две дъщери
- Франц Йозеф (* 1717)
- Мария Франциска (* 1718)
- Мария Евстахиус Игнац (* 1720)
- Франциска Антония Валбурга (* 1724)
- Франциска Терезия Каролина (1727 – 1784), абатиса в Кьолн
- Мария Анна (* 12 юни 1730; † 17 юни 1775), омъжена на 21 февруари 1753 г. за имперския таен съветник, вюрт. генерал-майор граф Леополд Август фон Валдбург-Траухбург-Фридберг (* 29 септември 1728; † 1 октомври 1764, Донауешинген), внук на имперския граф Кристоф Франц фон Валдбург-Траухбург (1669 – 1717), племенник на граф Фридрих Антон Марквард фон Валдбург-Траухбург-Кислег (1700 – 1744), и син на Ханс Ернст II фон Валдбург-Траухбург-Кислег (1695 – 1737) и графиня Мария Терезия фон Валдбург-Волфег (1702 – 1755)[5]

Лудвиг Ксавер Фугер фон Кирхберг-Вайсенхорн се жени втори път на 12 декември 1733 г. за графиня Мария Анна Терезия Катарина фон |Валдбург-Цайл, наследствена имперска трухсесин (* 24 февруари 1714; † 30 август 1765), дъщеря на имперския наследствен наследствен трухсес и граф граф Ернст Якоб фон Валдбург-Цайл-Вурцах (1673 – 1734) и графиня Анна Лудовика фон Валдбург-Волфег (1679 – 1736). Те имат две дъщери:
- Мария Агнес (* 1740)
- Мария Агнес (1742 – 1811), монахиня в Нотулн